# Sousel
Sousel (so(ou)'zɛɫ) è un comune portoghese di 5 780 abitanti situato nel distretto di Portalegre.

## Società

### Evoluzione demografica
| Popolazione di Sousel (1801 – 2004) | Popolazione di Sousel (1801 – 2004) | Popolazione di Sousel (1801 – 2004) | Popolazione di Sousel (1801 – 2004) | Popolazione di Sousel (1801 – 2004) | Popolazione di Sousel (1801 – 2004) | Popolazione di Sousel (1801 – 2004) | Popolazione di Sousel (1801 – 2004) | Popolazione di Sousel (1801 – 2004) |
| ----------------------------------- | ----------------------------------- | ----------------------------------- | ----------------------------------- | ----------------------------------- | ----------------------------------- | ----------------------------------- | ----------------------------------- | ----------------------------------- |
| 1801                                | 1849                                | 1900                                | 1930                                | 1960                                | 1981                                | 1991                                | 2001                                | 2004                                |
| 1492                                | 4627                                | 5906                                | 8531                                | 10578                               | 7259                                | 6150                                | 5780                                | 5579                                |

## Freguesias
- Cano
- Casa Branca
- Santo Amaro
- Sousel

## Amministrazione

### Gemellaggi
- San Mauro Pascoli